# Best The Back Horn
Best The Back Horn è il decimo album della band giapponese The Back Horn, il primo greatest hits.

## Tracce

### CD 1
1. Sunny (サニー)
2. Namida ga Koboretara (涙がこぼれたら)
3. Hikari no Kesshō (光の結晶)
4. Mirai (未来)
5. KIZUNA Song (キズナソング)
6. Ikusen Kōnen no Kodoku (幾千光年の孤独)
7. Seimeisen (生命線)
8. Hitorigoto (ひとり言)
9. Utsukushii Namae (美しい名前)
10. Hajimete no Kokyū de (初めての呼吸で)
11. Chaos Diver (カオスダイバー)
12. Kiseki (奇跡)

### CD 2
1. Requiem (レクイエム)
2. Cobalt Blue (コバルトブルー)
3. Black Hole Birthday (ブラックホールバースデイ)
4. Natsukusa no Yureru Oka (夏草の揺れる丘)
5. Yume no Hana (夢の花)
6. Sora, Hoshi, Umi no Yoru (空、星、海の夜) (Secondo Singolo)
7. Maihime (舞姫)
8. Wana (罠)
9. Sekaiju no Shita de (世界樹の下で)
10. Fūsen (風船)
11. Fuyu no Milk (冬のミルク)
12. Koe (声)
13. Yaiba (刃)